# Štinkovka
Štinkovka, nářečně také Štinkavka, je potok v okrese Břeclav, levý přítok Dyje. Délka toku je asi 14 km a povodí měří 68 km². Protéká městem Hustopeče.

## Průběh toku
Štinkovka pramení v západní části Ždánického lesa, v tzv. Vlčí dolině jižně od Nikolčic. Směřuje zhruba k jihu. Před opuštěním doliny, již na katastru Hustopečí, napájí vodní nádrže Zadní a Přední rybník. Zde podél toku vede část Mandloňové naučné stezky (hustopečské mandloňové sady se prostírají východně odtud). Následně protéká městem a pak průmyslovou zónou podél silnice na Břeclav, kde podél ní několik km vede také železniční trať Šakvice–Hustopeče. Zde přibírá zleva svůj největší přítok Pradlenku.
Poté opouští pahorkatinu a vstupuje do ploché krajiny Věstonické brány. Obtéká Šakvice a jihovýchodně od nich ústí do systému kanálů a přečerpávacích stanic podél Novomlýnské nádrže. Před regulací Štinkovka o něco dále ústila do Dyje, hladina nádrže je však výše než koryto potoka, jehož vody jsou tak vedeny 3km kanálem podél nádrže až do laguny u Strachotína.
Správcem toku je Povodí Moravy, s.p. – závod Dyje.

## Přítoky
- Pradlenka – potok pramenící v Horních Bojanovicích, sbírá též vody z Kurdějova, vlévá se pod Hustopečemi zleva
- Starovičský potok – potok odvodňující obec Starovičky, po cca 1,1 km ústí zleva do Štinkovky
- Zaječí potok – potok, pramenící asi 0,5 km od obce Zaječí, po cca 1,9 km ústí zleva do Štinkovky